# نهائي كأس إفريقيا للأندية البطلة 1979
نهائي كأس أفريقيا للأندية البطلة 1979 هي النسخة 15 من دوري أبطال أفريقيا . توج يونيون دوالا الكاميروني بالكأس على حساب نادي هارتس أوف أوك الغاني 

## الفرق
- يونيون دوالا  الكاميرون
- نادي هارتس أوف أوك  غانا

## النهائي
| 0 | : | 1 | نتيجة مباراة الإياب |
| 1 | : | 1 | النتيجة النهائية    |

| 0 | : | 1 | نتيجة مباراة الذهاب |
| 1 | : | 1 | النتيجة النهائية    |